# Tennistoernooi van Miami 2024
|                                           |  |                                      |
| Danielle Collins, winnares bij de vrouwen |  | Jannik Sinner, winnaar bij de mannen |

Het tennistoernooi van Miami van 2024 wordt van dinsdag 19 tot en met zondag 31 maart 2024 gespeeld op de hardcourtbanen van het Hard Rock Stadium in Miami Gardens, 27 km benoorden de Amerikaanse stad Miami. De officiële naam van het toernooi is Miami Open.
Het toernooi bestaat uit twee delen:
- WTA-toernooi van Miami 2024, het toernooi voor de vrouwen
- ATP-toernooi van Miami 2024, het toernooi voor de mannen

## Toernooikalender
- Bron: Tournament Schedule op miamiopen.com

| Miami             | maart 2024 | maart 2024 | maart 2024 | maart 2024 | maart 2024 | maart 2024 | maart 2024 | maart 2024  | maart 2024  | maart 2024   | maart 2024   | maart 2024 | maart 2024 |
| Miami             | din 19     | woe 20     | don 21     | vrĳ 22     | zat 23     | zon 24     | maa 25     | din 26      | woe 27      | don 28       | vrĳ 29       | zat 30     | zon 31     |
| ----------------- | ---------- | ---------- | ---------- | ---------- | ---------- | ---------- | ---------- | ----------- | ----------- | ------------ | ------------ | ---------- | ---------- |
| vrouwenenkelspel  | 1e ronde   | 1e ronde   | 2e ronde   | 2e ronde   | 3e ronde   | 3e ronde   | 4e ronde   | kwartfinale | kwartfinale | halve finale |              | finale     |            |
| mannenenkelspel   |            | 1e ronde   | 1e ronde   | 2e ronde   | 2e ronde   | 3e ronde   | 3e ronde   | 4e ronde    | kwartfinale | kwartfinale  | halve finale |            | finale     |
| vrouwendubbelspel |            |            | 1e ronde   | 1e ronde   | 1e ronde   | 2e ronde   | 2e ronde   | kwartfinale | kwartfinale |              | halve finale |            | finale     |
| mannendubbelspel  |            |            | 1e ronde   | 1e ronde   | 1e ronde   | 1e ronde   | 2e ronde   | kwartfinale | kwartfinale | halve finale |              | finale     |            |

ATP-toernooi van Miami‎ – WTA-toernooi van Miami‎

1985 · 1986 · 1987 · 1988 · 1989 · 1990 · 1991 · 1992 · 1993 · 1994 · 1995 · 1996 · 1997 · 1998 · 1999 · 2000 · 2001 · 2002 · 2003 · 2004 · 2005 · 2006 · 2007 · 2008 · 2009 · 2010 · 2011 · 2012 · 2013 · 2014 · 2015 · 2016 · 2017 · 2018 · 2019 · 2020 · 2021 · 2022 · 2023 · 2024 · 2025